# Christiane Amanpour

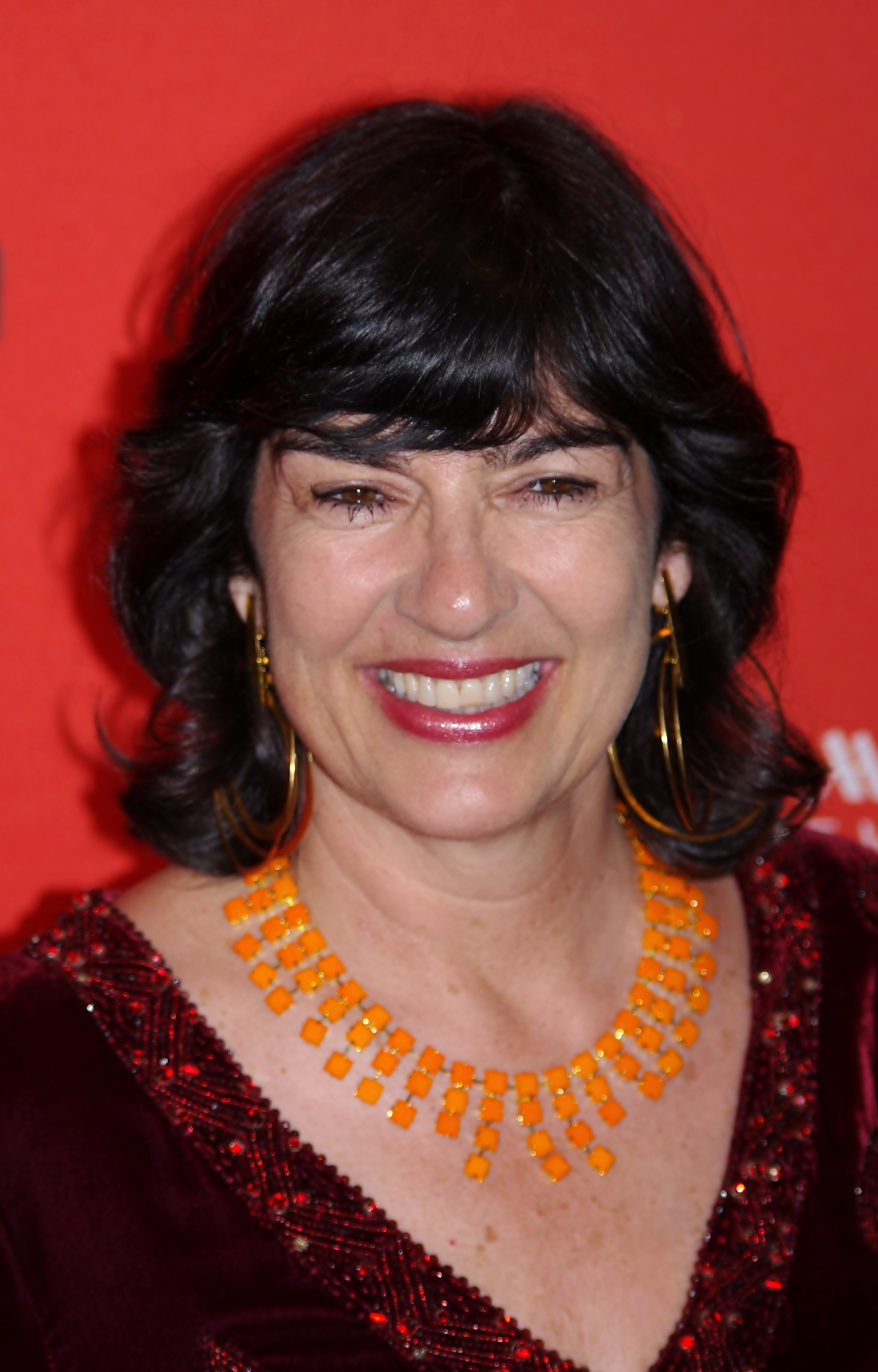
Christiane Amanpour

Christiane Amanpour; (perski: کریستیان امانپور) (ur. 12 stycznia 1958 w Londynie) – brytyjska dziennikarka, główna korespondentka ds. międzynarodowych CNN, prowadzi program „Amanpour”.
Jej ojciec jest Irańczykiem, matka Brytyjką. Jest chrześcijanką. Dzieciństwo spędziła w Teheranie. W wieku 11 lat wróciła do Anglii.Ukończyła szkołę dla dziewcząt w Chalfont Saint Peter i New Hall School w Chelmsford. W wieku 22 lat rozpoczęła studia dziennikarskie w Londynie.
Następnie wyjechała do USA, na badawczy University of Rhode Island w Kingston, który ukończyła z wyróżnieniem w 1983 roku. W trakcie studiów pracowała w Providence, w radiu WBRU-FM, w dziale wiadomości i jako projektantka grafiki elektronicznej w stacji telewizyjnej NBC WJAR.
W 1983 roku trafiła do CNN. Początkowo pracowała jako asystent biurowy. W 1984 roku z własnej inicjatywy pojechała na Narodową Konwencję Demokratów, a jej relacje zaowocowały stanowiskiem dziennikarza w dziale spraw zagranicznych. W roku 1989 mając bazę we Frankfurcie nad Menem relacjonowała upadek komunizmu w Europie Wschodniej. Słynna stała się dzięki wojnie w Zatoce Perskiej przeciw Irakowi (1990-91). Zajmowała się też konfliktem w Bośni, nadając z Sarajewa, została honorową obywatelką Sarajewa (2000). 
Obecnie ma bazę w biurze CNN w Nowym Jorku (wcześniej w Londynie). W ostatnich latach zajmuje się sprawami Bliskiego Wschodu (Izrael, Iran).
Jej mężem jest James Rubin, niegdyś rzecznik Departamentu Stanu. Mają syna Dariusa Johna, urodzonego w 2000. 
W 2022 odznaczona Orderem „Za zasługi” III klasy (Ukraina).

## Obraz Christiane Amanpour w mediach
Jej praca w Iraku została przedstawiona w satyrycznym świetle w filmie Złoto pustyni (1999). Postać ją przypominająca, bezwzględna reporterka, nazywa się tam Adriana Cruz, a zagrała ją aktorka Nora Dunn.
W 2016 pojawiła się w filmie Zoolander 2 (występ cameo).